# Heiner Hastedt
Heiner Hastedt (* 3. Januar 1958 in Zeven) ist ein deutscher Philosoph und Professor an der Universität Rostock.

## Leben
Bis 1976 besuchte Hastedt das St.-Viti-Gymnasium Zeven und studierte danach an den Universitäten Göttingen, Hamburg und Bristol Philosophie, Religion, Deutsch und Erziehungswissenschaft. Er legte das 1. und 2. Staatsexamen 1982 bzw. 1985 ab.
1984 bis 1987 war er Wissenschaftlicher Mitarbeiter am Philosophischen Seminar der Universität Hamburg im Arbeitsbereich von Ulrich Steinvorth. 1987 erfolgte die Promotion zum Dr. phil. („summa cum laude“) an der Universität Hamburg mit der Dissertation Das Leib-Seele-Problem. Zwischen Naturwissenschaft des Geistes und kultureller Eindimensionalität mit den Gutachtern Steinvorth und Herbert Schnädelbach.
Ab 1987 arbeitete er in den Arbeitskreisen zur Technologiefolgenabschätzung und Technikbewertung im Zusammenhang mit den geplanten biotechnologischen Zentren in Hamburg mit.
1989 bis 1992 war Hastedt Wissenschaftlicher Assistent (C1) an der Universität Paderborn am Lehrstuhl von Holm Tetens und wurde 1991 dort mit Aufklärung und Technik. Grundprobleme einer Ethik der Technik habilitiert. Er lehrte am Humboldt-Studienzentrum der Universität Ulm, war Oberassistent (C2) an der Universität Paderborn und seit 1. Oktober 1992 Universitätsprofessor (C4) für Philosophie mit besonderer Berücksichtigung der Praktischen Philosophie an der Universität Rostock.
Vom 1. Oktober 1998 bis zum 30. September 2002 wirkte er als Prorektor für Struktur und Entwicklungsplanung (1998–2000) sowie für Internationales und Öffentlichkeitsarbeit (2000–2002).

## Schriften (Auswahl)
- Das Leib-Seele-Problem, zwischen Naturwissenschaft des Geistes und kultureller Eindimensionalität. Suhrkamp, Frankfurt am Main 1988, ISBN 3-518-57931-2 (Dissertation Universität Hamburg 1987, 366 Seiten).
- [als Herausgeber:] Philosophieren mit Kindern. (Rostocker philosophische Manuskripte, N.F., Heft 3). Universität Rostock, Lehrstuhl für Praktische Philosophie. Mit Beiträgen von Bernhard Meyer-Probst, Gareth B. Matthews, Universität Rostock. Lehrstuhl für Praktische Philosophie 1996, DNB 950021539.
- Aufklärung und Technik. Grundprobleme einer Ethik der Technik. Suhrkamp, Frankfurt/M. 1991 [2. Auflage: 1994].
- Heiner Hastedt, Ekkehard Martens: Ethik. Ein Grundkurs. Rowohlt, Reinbek bei Hamburg 1994.
- Philosophieren in der Grundschule. (Rostocker philosophische Manuskripte; N.F., H. 3). Rostock 1996.
- Simone Dietz, Heiner Hastedt, Geert Keil, Anke Thyen (Hrsg.): Sich im Denken orientieren. Für Herbert Schnädelbach. Suhrkamp, Frankfurt/M. 1996.
- Der Wert des Einzelnen. Eine Verteidigung des Individualismus. Suhrkamp, Frankfurt/M. 1998, ISBN 3-518-58267-4.
- Sartre. Grundwissen Philosophie. Reclam, Leipzig 2005.
- Gefühle. Philosophische Bemerkungen. (Reclams Universal-Bibliothek, Nr. 18357). Reclam, Stuttgart 2005, ISBN 978-3-15-018357-1.
- H. Schnädelbach, H. Hastedt, G. Keil (Hrsg.): Was können wir wissen, was sollen wir tun? Zwölf philosophische Antworten. rororo, Reinbek 2009, ISBN 978-3-499-55704-0.
- Moderne Nomaden. Erkundungen. Passagen-Verlage, Wien 2009.
- Toleranz. Grundwissen Philosophie. Reclam, Stuttgart 2012.
- Heiner Hastedt (Hrsg.): Was ist Bildung? Eine Textanthologie. Reclam, Stuttgart 2012, ISBN 978-3-15-019008-1.
- Heiner Hastedt (Hrsg.): Macht und Reflexion. (Deutsches Jahrbuch Philosophie; Band 6). Felix Meiner Verlag, Hamburg 2016, ISBN 978-3-7873-3010-2.
- Heiner Hastedt (Hrsg.): Deutungsmacht von Zeitdiagnosen. Interdisziplinäre Perspektiven. transcript Verlag, Bielefeld 2019, ISBN 978-3-8376-4592-7.
- Macht der Korruption. Eine philosophische Spurensuche. Felix Meiner Verlag, Hamburg 2020, ISBN 978-3-7873-3806-1.
- Zurück zum Fortschritt. Deutungsmacht und die Wende zum Möglichen. Felix Meiner Verlag, Hamburg 2023, ISBN 978-3-7873-4423-9.